# Onyekachi Okonkwo
Pour les articles homonymes, voir Okonkwo.
Onyekachi Okonkwo est un footballeur international nigérian né le 13 mai 1982 qui évoluait au poste de milieu de terrain.
Il a participé à la Coupe d'Afrique des nations 2008 avec l'équipe du Nigeria.

## Biographie
A Enyimba, Onyekachi a gagné la Ligue des champions de la CAF 2003 puis la Ligue des champions de la CAF 2004 avec son club d'Enyimba.
En décembre 2004, après avoir terminé la saison 2004 par une deuxième place en championnat et des succès sur le plan international (Ligue des Champions de la CAF, Supercoupe d'Afrique), il s'engage avec le club sud-africain des Orlando Pirates.
En 2006, il est loué pour ses qualités de joueur mais aussi de meneur d'hommes, notamment lors de la campagne de Ligue des champions de la CAF où il aide le club à arriver en demi-finale (élimination 0-0; 0-1 par le CS sfaxien).
En octobre 2006, il fait ses débuts avec les Super Eagles contre le Lesotho
En 2007, un imbroglio éclate entre lui et son agent Emeka Ezeala. Alors qu'il était d'accord pour signer pour le club allemand du FC Cologne, le joueur s'engage finalement pour le FC Zurich. Deux ans plus tard, il est condamné à payer à son ancien agent 20,000$ car ce dernier aurait perdu de sa réputation auprès des clubs allemands.
En juillet 2009, il déclare après son titre de champion de Suisse être très satisfait et vouloir gagner autant de chose qu'en Afrique pour pouvoir être rappelé avec son équipe nationale en vue de la Coupe du monde 2010.
En juillet 2010, il s'engage pour le club qatari d'Al-Kharitiyath . Le 5 octobre 2010, il inscrit ses 2 premiers buts en championnat lors de la victoire 2-3 contre Umm Salal lors de la 5e journée.

## Palmarès
- Ligue des Champions de la CAF :
  - Vainqueur en 2003, 2004 (Enyimba FC).
  - Demi-finaliste 2006 (Orlando Pirates).
- Supercoupe d'Afrique :
  - Vainqueur en 2003, 2004 (Enyimba FC).
- Championnat du Nigeria :
  - Champion en 2002, 2003 (Enyimba FC).
  - Vice-champion : 2004 (Enyimba FC).
- Championnat d'Afrique du Sud :
  - Vice-champion en 2005, 2006 (Orlando Pirates).
- Coupe d'Afrique du Sud :
  - Finaliste : 2006 (Orlando Pirates).
- Super League Suisse :
  - Champion en 2009 (FC Zurich).